# Житие Дон Кихота и Санчо
«Житие Дон Кихота и Санчо по Мигелю де Сервантесу Сааведре, объяснённое и комментированное Мигелем де Унамуно» — произведение испанского писателя Мигеля де Унамуно, впервые опубликованное в 1905 году.

## Содержание
По структуре «Житие» полностью повторяет роман Сервантеса «Дон Кихот». Каждая его глава представляет собой комментарий соответствующей главы романа, но при этом персонажи и события, показанные у классика, получают совершенно новую трактовку.

## Восприятие
Книга была опубликована в 1905 году, когда в Испании официально праздновалось 300-летие с момента выхода первого тома «Дон Кихота» Сервантеса. Унамуно не раз подчёркивал, что его произведение не юбилейное: он призывал «отвоевать гробницу Дон Кихота», то есть прочесть роман заново, исходя из субъективных представлений о нём, а не из научных данных о тексте и его авторе.